# Mario Hopenhaym
Mario Hopenhaym (né le 8 mars 1926 à Buenos Aires en Argentine) est un ancien arbitre uruguayen de basket-ball. Il a arbitré des matchs internationaux de 1963 à 1984 : aux Jeux olympiques 1964 et Jeux olympiques 1968, au championnat du monde masculin 1967, championnat du monde féminin 1971 et championnat du monde féminin 1975. Il a ensuite collaboré à la commission technique aux Jeux olympiques 1992, 1996, 2000 et 2004. Il est intronisé au FIBA Hall of Fame en 2007.